# Jonas Stolz
Jonas Stolz (* 1995) ist ein deutscher Grasskiläufer. Er nahm in der Saison 2010 erstmals an Weltcuprennen teil.

## Karriere
Jonas Stolz startet seit 2006 im Deutschlandpokal und wurde in den Jahren 2009 und 2010 Gesamt-Zweiter in der Schülerklasse. Seit 2010 nimmt er auch an internationalen Wettkämpfen teil. In FIS-Rennen konnte er sich von Beginn an unter den besten 20 platzieren, was ihm auch bei seinen ersten Weltcupstarts im Juli 2010 im schweizerischen Goldingen gelang. Dort erreichte er den 20. Platz im Riesenslalom und Rang 19 in der Super-Kombination, womit er im Gesamtweltcup der Saison 2010 auf Rang 51 kam. Sein einziger Weltcupstart in der Saison 2011 war der Slalom von Předklášteří am 7. August. Dort erzielte er mit Platz 18 abermals ein Top-20-Resultat. Bei der Juniorenweltmeisterschaft 2011 in Goldingen belegte er Rang 14 im Riesenslalom und Rang 22 im Super-G, während er im Slalom und damit auch in der Kombination ausschied. Er nahm auch am Slalom der zeitgleich stattfindenden Weltmeisterschaft der Allgemeinen Klasse teil, fiel aber ebenfalls im ersten Durchgang aus.
Im Jahr 2012 erreichte Stolz erstmals Top-10-Resultate in FIS-Rennen, wobei ein achter Platz in der Super-Kombination von Urnäsch sein bestes Ergebnis war. An Weltcuprennen nahm er in dieser Saison nicht teil. Bei der Juniorenweltmeisterschaft 2012 in Burbach erzielte er den elften Platz im Slalom, während er in den anderen Disziplinen nur knapp unter die schnellsten 20 kam. In der Gesamtwertung des Deutschlandpokals erreichte er 2012 den dritten Rang.

## Erfolge

### Juniorenweltmeisterschaften
- Goldingen 2011: 14. Riesenslalom, 22. Super-G
- Burbach 2012: 11. Slalom, 17. Super-Kombination, 18. Riesenslalom, 19. Super-G

### Weltcup
- Drei Platzierungen unter den besten 20

### Deutschlandpokal
- 2012: 3. Gesamtwertung